# Moonmadness
Moonmadness – czwarty album brytyjskiej grupy Camel wydany w 1976 roku. Jest ostatnią płytą, którą nagrali w klasycznym składzie (Latimer, Bardens, Ferguson, Ward). Jest to ostatni album Douga Fergusona jako członka Camel. Po wydaniu w 1975 albumu The Snow Goose zespół postawił stworzyć bardziej przystępną muzykę. Ponownie pojawił się śpiew. 
Moonmadness jest pewnego rodzaju albumem koncepcyjnym, w którym poszczególne utwory opisują osobowość każdego z członków grupy:
- "Air Born" - Andrew Latimer
- "Lunar Sea" - Andy Ward
- "Chord Change" - Peter Bardens
- "Another Night" - Doug Ferguson

## Lista utworów
| 1. | "Aristillus" (Latimer)                             | 1:56  |
|    |                                                    |       |
| 2. | "Song Within a Song" (Bardens, Latimer)            | 7:14  |
|    |                                                    |       |
| 3. | "Chord Change" (Bardens, Latimer)                  | 6:44  |
|    |                                                    |       |
| 4. | "Spirit of the Water" (Bardens)                    | 2:07  |
|    |                                                    |       |
| 5. | "Another Night" (Bardens, Ferguson, Latimer, Ward) | 6:57  |
|    |                                                    |       |
| 6. | "Air Born" (Bardens, Latimer)                      | 5:01  |
|    |                                                    |       |
| 7. | "Lunar Sea" (Bardens, Latimer)                     | 9:10  |
|    |                                                    |       |
|    |                                                    | 39:09 |
|    |                                                    |       |

### Utwory bonusowe
Utwory dodatkowe, zawarte na zremasterowanej wersji z 2002 r.
| 1. | "Another Night" (wersja singlowa)                                 | 3:22  |
|    |                                                                   |       |
| 2. | "Spirit of the Water" (demo)                                      | 2:13  |
|    |                                                                   |       |
| 3. | "Song Within a Song" (wersja live nagrana w Hammersmith Odeon)    | 7:11  |
|    |                                                                   |       |
| 4. | "Lunar Sea" (wersja live nagrana w Hammersmith Odeon)             | 9:51  |
|    |                                                                   |       |
| 5. | "Preparation / Dunkirk" (wersja live nagrana w Hammersmith Odeon) | 9:32  |
|    |                                                                   |       |
|    |                                                                   | 32:09 |
|    |                                                                   |       |

## Twórcy
Opracowano na podstawie materiału źródłowego.
- Andrew Latimer: gitary, śpiew
- Peter Bardens: instrumenty klawiszowe, śpiew
- Doug Ferguson: gitara basowa, śpiew
- Andy Ward: instrumenty perkusyjne

## Wydania
- 1976, GBR, Deram Records TXS-R 115, LP
- 2002, GBR, Londyn 8829292, 3 czerwca 2002, CD (wersja zremasterowana)